# Glas GT
Glas GT är en sportbil, tillverkad av den tyska biltillverkaren Glas mellan 1964 och 1968.

## Glas GT
Glas hade varit framgångsrikt under 1950-talet med tillverkning av skotern Goggo och mikrobilen Goggomobil, men när det tyska undret tog fart ökade efterfrågan på ”riktiga” bilar. Glas tog då fram en serie fyrcylindriga familjebilar och på bilsalongen i Frankfurt hösten 1963 introducerades även en coupémodell, ritad av Frua.
Bilens kaross byggdes av italienska Maggiora och skickades sedan till Dingolfing för slutmontering. Motorn var en radfyra med överliggande kamaxel. Bilen hade en stel bakaxel, upphängd i längsgående bladfjädrar. Från hösten 1965 såldes bilen även med den större motorn från den nya 1700-modellen.

## BMW 1600 GT

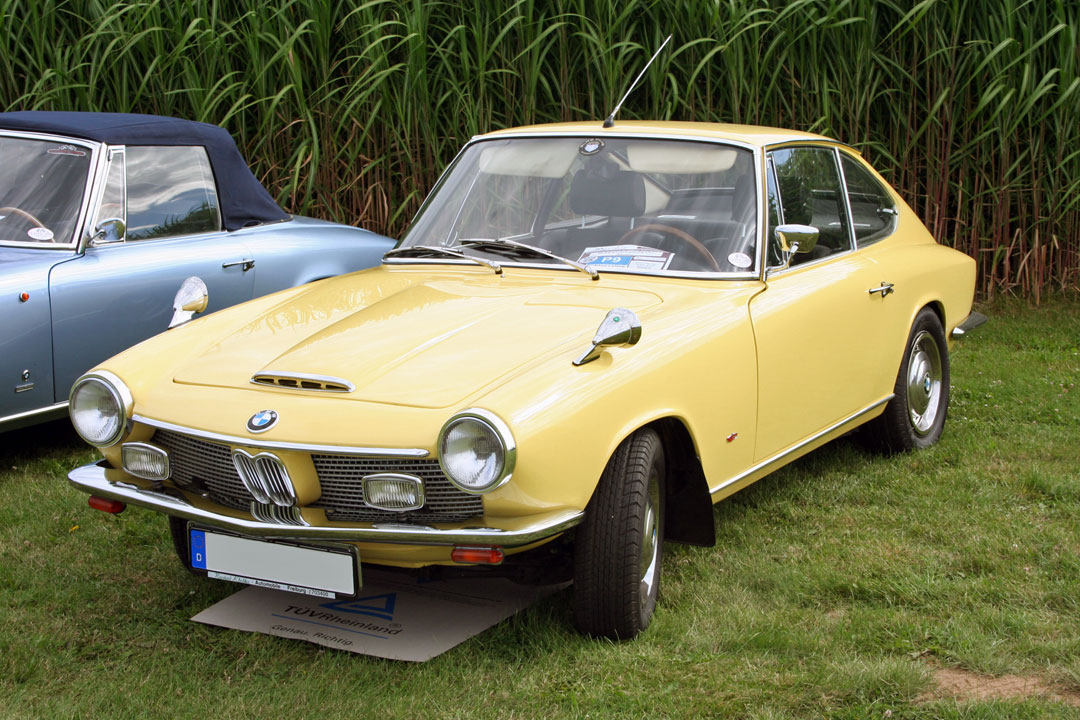
BMW 1600 GT

Utvecklingen av flera nya modellserier på kort tid hade tärt på företagets ekonomi och 1966 köptes Glas upp av BMW. Från hösten 1967 såldes bilen under BMW-namnet. Modellen hade uppdateras med motorn och den fyrledade bakaxeln från BMW 1600 ti.

## Motor
| Modell      | Årsmodell | Motor               | Cylindervolym | Effekt   | Bränslesystem    |
| ----------- | --------- | ------------------- | ------------- | -------- | ---------------- |
| 1300 GT     | 1964-67   | 4-cyl radmotor SOHC | 1290 cm³      | 75-85 hk | Dubbla förgasare |
| 1700 GT     | 1966-67   | 4-cyl radmotor SOHC | 1682 cm³      | 100 hk   | Dubbla förgasare |
| BMW 1600 GT | 1968      | 4-cyl radmotor SOHC | 1573 cm³      | 105 hk   | Dubbla förgasare |